# Rafael Miguel Sánchez
Rafael Miguel Sánchez fue un pianista, director de orquesta, poeta, autor y compositor argentino de tango, nació el 11 de agosto de 1907 en Tapalqué provincia de Buenos Aires. 

## Biografía
Debido al trabajo de su padre, un español encargado de usinas eléctricas, la familia vivió en diferentes ciudades del interior de la Argentina. Su infancia y juventud la pasó en las ciudades de Necochea (Provincia de Buenos Aires) y Gualeguay (Provincia de Entre Ríos). En esta última ciudad comenzó sus estudios de piano con el joven Isidro Maiztegui, quien posteriormente realizó música clásica y varias bandas musicales de películas. Registró alrededor de setenta obras musicales en la Sociedad Argentina de Autores y Compositores (SADAIC), varias de ellas fueron interpretadas y grabadas por músicos de renombre en el tango y en 1956 recibe la medalla de oro de la Institución por cumplir 25 años frente de su orquesta.
Comenzó profesionalmente en el año 1928 trabajando como pianista de la orquesta de Osvaldo Fresedo en el Tabarís y comienza a tocar en vivo en Radio Prieto. Al año siguiente, 1929, participa como pianista de Carlos Gardel, quién incorpora dentro de su repertorio el reciente tango de Rafael M. Sánchez y Edelmiro Garrido "¿Por qué lloras muchacha?"., que había sido grabado por el sello Odeón, con la voz de Azucena Maizani. También en 1929 edita el vals criollo "Nobleza Gaucha"(cantado por la Dama del Tango Mercedes Simone) y toca como pianista de Agustín Magaldi, Azucena Maizani y de la orquesta de Juan "pacho" Maglio para grabaciones del sello Odeón. En 1930 ganó el primer premio del concurso de tango realizado por el Abdulla Club con la obra "Buena Piba". Debuta como director frente a su propia orquesta en la Confitería Germinal, en el bar Marzotto y el Café El Nacional. Actúa en vivo en la radio LR8 Radio París y publica las obras "Aquel Don Juan" y "Canción del Olvido". Durante aquellos años de actividad constante toca en bares como el tradicional Tortoni o la Confitería La Ideal. En 1931, dirigiendo una orquesta de veinticinco músicos, se estrena en el teatro Apolo de la Avenida Corrientes de Buenos Aires las revistas: "La Fiesta del Tango" y "Lo que canta el pueblo". Se publican "Tu eres la amada de mis sueños" (Fox-Trot- grabado por Agustín Magaldi) y "Por Salvarte!".
Durante los años 1931 a 1934 realizó una gira artística con la compañía teatral de Vilma Vidal recorriendo diversas provincias del interior de Argentina, países de Hispanoamérica y España. Se destaca su actuación en el teatro Segura de Lima, Perú y en las ciudades de Quito y Guayaquil en Ecuador. También realiza conciertos con el cantante y actor cinamatrográfico Fortunato Bonanova. En 1933 en Bogotá, Colombia publica la obra "Cuando el sol se aleja" y actúan en el teatro Municipal de Bogotá y en el Bolivar de Medellín. En España (1933-1934), se afilia a la Sociedad Española de Actores durante la Segunda República Española. Hace presentaciones en el teatro Lara de Madrid con la compañía de la primera actriz María Tereza Montoya y la actuación de Vilma Vidal. Realizan giras por las ciudades españolas de Granada, Córdoba, Málaga, Cádiz, Salamanca y Sevilla. En 1934, la editorial musical Ibero Americana, publica las obras: "Lamento Incaico" y "Comentarios gauchescos". Hacen presentaciones en Casablanca, África, y regresan a Algeciras para retomar a Buenos Aires en junio de 1934 a bordo del barco Augustus.
De regreso en Argentina, comienza a trabajar en Buenos Aires en los teatros Maipo, Mayo y Avenida. En 1935 hace presentaciones en el teatro Casino y en el teatro Pablo Podestá de la ciudad de La Plata y en el teatro Solís de Montevideo en la República Oriental del Uruguay. En 1936 se presenta con su orquesta en la confitería y balneario El Indio de Vicente López, en la provincia de Buenos Aires. En 1937 edita, con versos de Héctor Pedro Blomberg, el vals criollo "La india Isabel" y realiza una gira por diferentes ciudades del interior del país. En 1939, vuelve a actuar en el teatro Casino, en LR3 Radio Belgrano y edita la obra "Milonga de Montserrat", referida al barrio porteño, y la cual alcanza un marcado éxito. En 1940 acompaña con la orquesta al actor cinematográfico y cantante Hugo del Carril y Edita la obra "Arlequín" con Lito Bayardo. Integró, como maestro pianista, las orquestas de Bonavena, Osvaldo Fresedo, Agustín Magaldi, Francisco Canaro y Ada Falcón.
En 1955, por un problema de salud de uno de sus hijos, decide trasladarse con su familia a la serrana Villa Carlos Paz. Eligió este lugar para radicarse definitivamente con su familia hasta el día de su fallecimiento el 15 de noviembre de 1986. Durante los primeros años de la década del sesenta hizo actuaciones en Rosario, Córdoba, en la Confitería Richmond, Radio Universidad y radio Municipal y acompañó en su última gira a la cantanante japonesa Ranko Fujisawa. Junto a otros colegas músicos de Villa Carlos Paz, formaron la orquesta típica "Los dados negros" y realizaban sus presentaciones en la Confitería O'scar (incluyendo el día de su inauguración en 1968). Entre las últimas obras, se encuentra el chamamé "Estampa Litoraleña" (1970) y la zamba "Recuerdos de Carlos Paz" (1972), "El cabo Montiel", poema gauchesco de 1818 describiendo la muerte del montonero y el hondo pesar de Martín Miguel de Güemes y su hermana Machaca. Este poema ganó en 1974 el segundo premio del Certamen Sud Americano de poesías en Medellín, Colombia. Otra de las obras que compuso en la tranquilidad serrana fue el tango "Tendrá que ser así", siendo premiado en el Primer Gran Festival de la Canción Latinoamericana en Miami, realizado en el año 1966.

## Enlaces externos

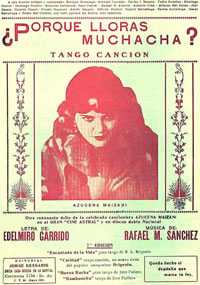
"¿Por qué lloras muchacha?", letra: Edelmiro Garrido, música: Rafael M. Sánchez (1928)
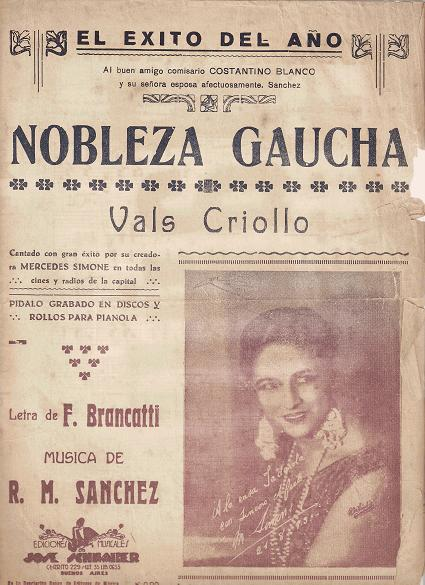
"Nobleza Gaucha", letra: Francisco Brancatti, música: Rafael M. Sánchez (1929)
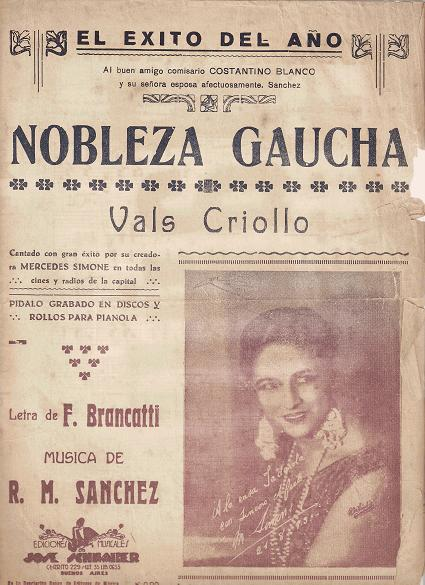
Nobleza Gaucha 2b
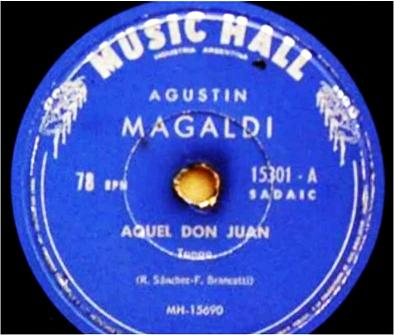
Tapa del disco "Aquel Don Juan" de F. Brancatti y R.M. Sánchez por Agustín Magaldi (1930)
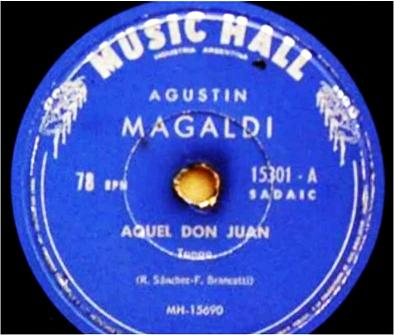
Aquel Don Juan por Magaldi
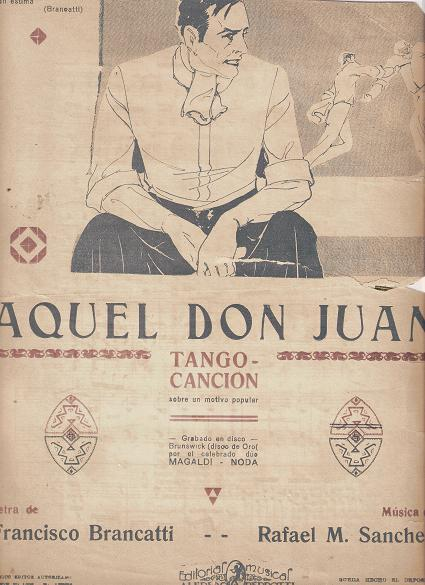
"Aquel Don Juan", letra: Francisco Brancatti, música: Rafael M. Sánchez (1930)
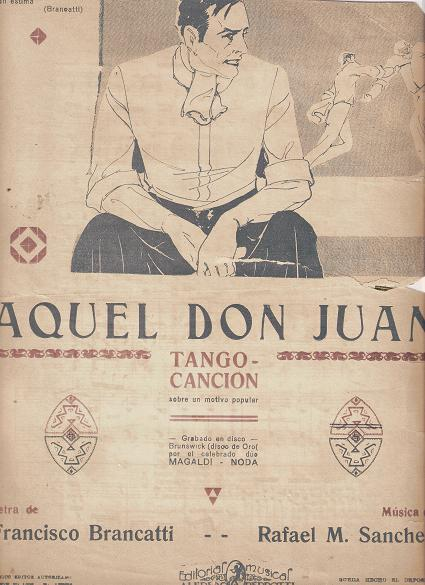
Aquel Don Juan
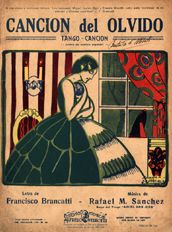
"Cancion del olvido", letra: Francisco Brancatti, música: Rafael M. Sánchez (1930)
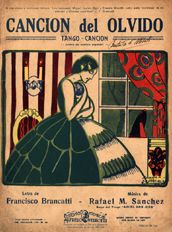
Canción del olvido
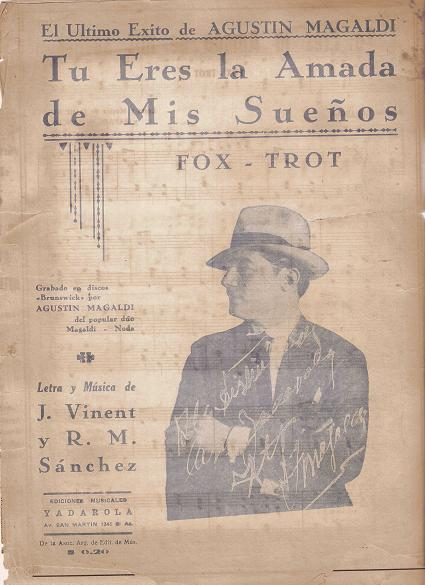
"Tu eres la amada de mis sueños", letra y música: J. Vinent y Rafael M. Sánchez (1931)
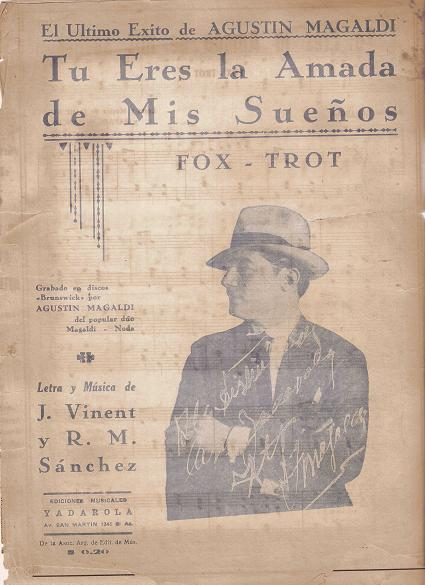
Tu eres la amada de mis suenhos
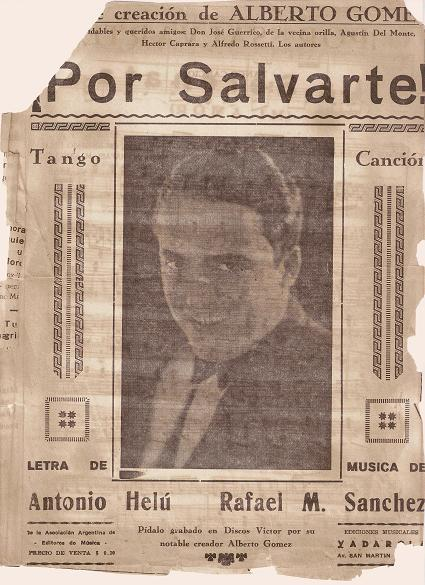
"Por Salvarte!", letra: Antonio Helú, música: Rafael M. Sánchez (1931)
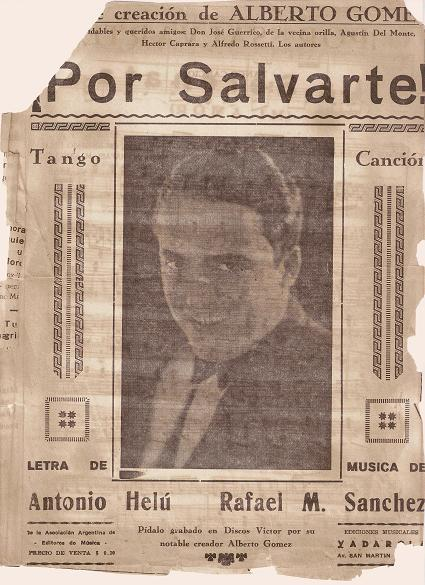
Por Salvarte
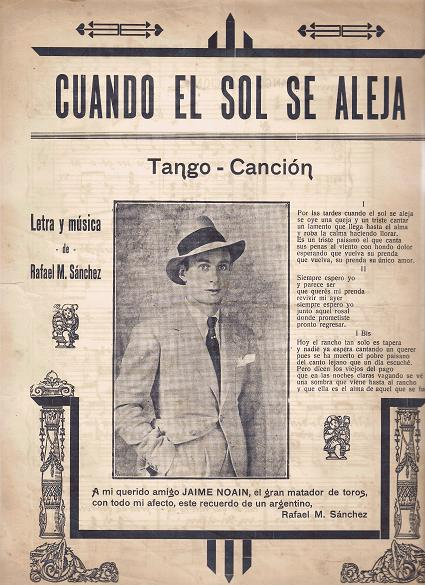
"Cuando el sol se aleja", letra y música: Rafael M. Sánchez (1933)
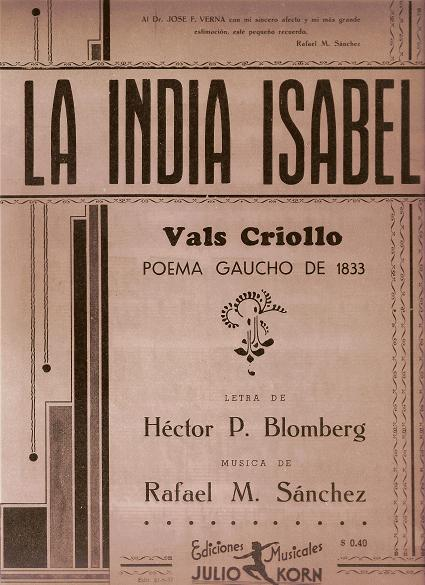
"La India Isabel", letra: Héctor P. Blomberg, música: Rafael M. Sánchez (1937)
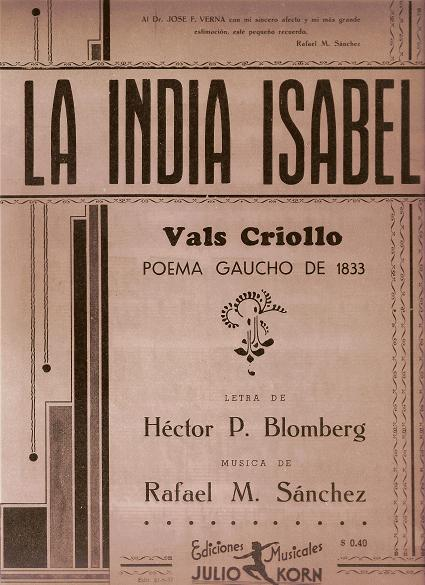
LaIndia Isabel
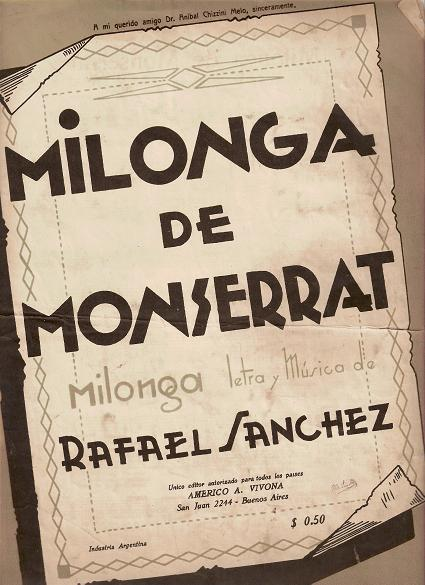
"Milonga de Montserrat", letra y música: Rafael M. Sánchez (1939)
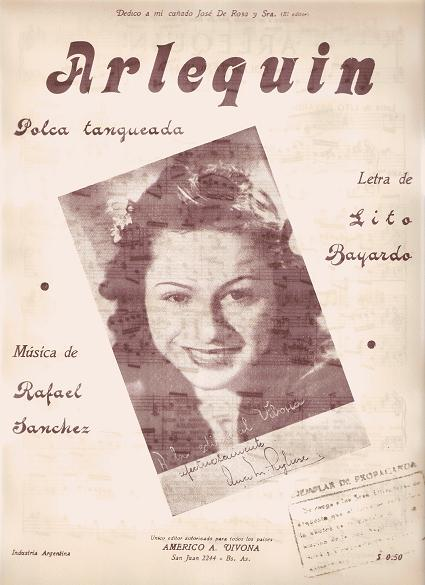
"Arlequin", letra: Lito Bayardo, música: Rafael M. Sánchez (1940)
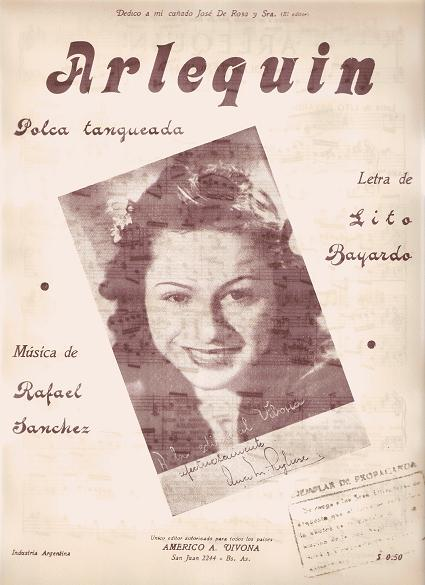
Arlequin2
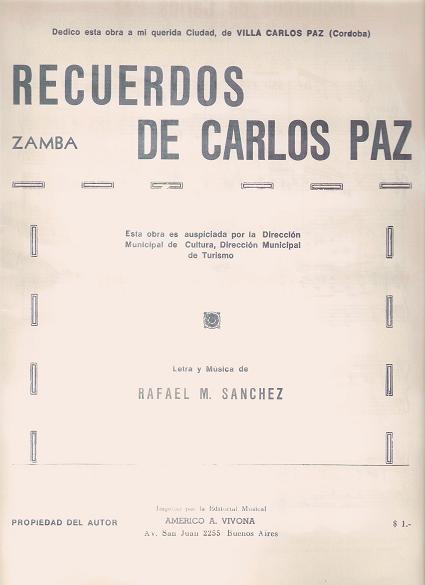
"Recuerdos de Carlos Paz", letra y música: Rafael M. Sánchez (1972)